# Antiblemma sexplagiata
Antiblemma sexplagiata är en fjärilsart som beskrevs av Walker 1858. Antiblemma sexplagiata ingår i släktet Antiblemma och familjen nattflyn. Inga underarter finns listade i Catalogue of Life.